# Лубенский станкостроительный завод
Лубенский станкостроительный завод (укр. Лубенський верстатобудівний завод) — промышленное предприятие в городе Лубны Полтавской области.

## История
Предприятие было создано в сентябре 1915 года, когда в Лубны были перемещены литейно-механические мастерские из города Кременец. В первое время оборудование было размещено в помещениях взятой в аренду частной маслобойни, а рабочие были расселены на частных квартирах, но в 1916 году на окраине города были построены заводские корпуса и завод увеличил производительность.
После Февральской революции 1917 года хозяйственное положение завода осложнилось, во время гражданской войны завод был разрушен.
В марте 1919 года завод «Феникс» был национализирован и передан в ведение Полтавского губернского совета народного хозяйства.
В конце января 1920 года завод был передан в ведение Лубенского уездного совета народного хозяйства.
В 1923 году началось восстановление завода, в 1925 году предприятие возобновило работу, с 1926 года завод начал выпускать токарные станки и 1 ноября 1926 года получил новое название: 1-й государственный машиностроительный завод «Коммунар».
В соответствии с первым пятилетним планом развития народного хозяйства СССР завод «Коммунар» подлежал реконструкции и расширению. В 1927 году на заводе начались работы по созданию нового, более совершенного токарно-винторезного станка. В 1929 году был разработан первый вариант станка, получивший название К-29 (на основе которого был создан улучшенный станок К-30), в этом же году завод получил новое название: Лубенский станкостроительный завод «Коммунар».
В 1930 году завод выпустил 334 станка.
В 1936 году завод входил в число крупнейших промышленных предприятий города, общая численность рабочих и сотрудников предприятия составляла 282 человека.
Перед началом войны на заводе были открыты курсы подготовки и переподготовки рабочих.
После начала Великой Отечественной войны в связи с приближением к городу линии фронта завод был эвакуирован в посёлок Саракташ Чкаловской области, где освоил выпуск продукции военного назначения.
В 1943 году в ходе реэвакуации промышленных предприятий завод был возвращён в Лубны. Шефство над восстанавливаемым заводом взяла комсомольская организация московского завода "Калибр", поставки оборудования выполняли заводы Москвы и Свердловска, инструмент был получен из Миаса, Москвы, Ташкента, Чимкента и Чкалова.
В 1944 году завод возобновил выпуск продукции.
В 1945 году завод возобновил серийный выпуск станков.
В 1948 году завод выпустил тысячный послевоенный станок.
В 1952 году Совет министров СССР принял решение о расширении и реконструкции завода, после чего завод был расширен и реконструирован. В 1959 году завод перешёл на выпуск круглошлифовальных станков.
В 1965 году завод выпустил около двух тысяч станков.
По состоянию на 1966 год выпускаемые станки использовались в СССР и продавались на экспорт в 38 стран мира (в том числе, в Австрию, Великобританию, Францию и Японию).
К началу 1980х годов основной продукцией завода являлись станки высокой точности: круглошлифовальные, специальные круглошлифовальные для шлифования коленвалов двигателей, а также специальные станки для испытания на разрыв шлифовальных кругов.
В марте 1994 года завод был преобразован в открытое акционерное общество и получил новое название: Лубенский станкостроительный завод «Шлифверст».
К началу 2004 года годов завод выпускал полуавтоматы внутришлифовальные, торцекруглошлифовальные, станки круглошлифовальные с УЦИ и ЧПУ, а также универсальные металлообрабатывающие станки, однако положение предприятия осложнилось в связи с сокращением спроса на продукцию завода на территории Украины и проникновением на внутренний рынок Украины станков иностранного производства.
2006 год завод завершил с прибылью 409,6 тыс. гривен.
В 2007 году доходы предприятия сократились на 14%, а начавшийся в 2008 году экономический кризис ещё более осложнил положение предприятия. В ноябре 2008 года директор завода В. Дрозд сообщил о возможности остановки производства в связи с недостатком заказов.
В марте 2011 года завод посетил глава компании "Мотор Сич" В. А. Богуслаев, который сообщил о заинтересованности компании в ремонте и модернизации оборудования завода с целью расширения производственных мощностей, развития предприятия и реализации совместных проектов.
В апреле 2012 года завод вошел в состав открытого акционерного общества «Мотор Сич» в качестве обособленного подразделения и получил новое наименование: Лубенский станкостроительный завод «Мотор Сич».
В первом полугодии 2016 года хозяйственное положение предприятия осложнилось, завод сократил объемы производства на 26,7%.